# Strahovice
Strahovice (en allemand : Strandorf ; en polonais : Strachowice) est une commune du district d'Opava, dans la région de Moravie-Silésie, en République tchèque. Sa population s'élevait à 885 habitants en 2021.

## Géographie
Strahovice se trouve à 10 km au nord-est de Kravaře, à 16 km au nord-est d'Opava, à 24 km au nord-ouest d'Ostrava et à 262 km à l’est de Prague.
La commune est limitée par Rohov au nord-est et au nord, par la Pologne à l'est, par Chuchelná au sud-est et par Kobeřice au sud-ouest et à l'ouest.

## Histoire
La première mention écrite de la localité date de 1349.

## Transports
Par la route, Strahovice se trouve à 3 km de Krzanowice, à 21 km d'Opava, à 30 km d'Ostrava et à 347 km de Prague.